# Cephalolobus penaeus
Cephalolobus penaeus is een soort in de taxonomische indeling van de Myzozoa, een stam van microscopische parasitaire dieren. Het organisme komt uit het geslacht Cephalolobus en behoort tot de familie Cephalolobidae. Cephalolobus penaeus werd in 1959 ontdekt door Kruse.